# Побегаев, Виктор Юрьевич
Виктор Юрьевич Побегаев (укр. Віктор Юрійович Побегаєв; род. 8 мая 1963, Братское, Николаевская область) — советский и украинский футболист, нападающий.

## Биография
Воспитанник футбольной школы «Локомотив» (Киев), первый тренер — Виктор Рыбалов. Начинал взрослую карьеру, выступая на чемпионат Киевской области за команду села Вишнёвое. С 1984 года играл в чемпионате Украинской ССР среди КФК за команду «Машиностроитель» (Бородянка), представлявшую экскаваторный завод. Стал обладателем Кубка Украинской ССР среди коллективов физкультуры.
В 1987 году перешёл в клуб «Динамо» (Ирпень), который был фарм-клубом киевского «Динамо». С 1988 года команда представляла Белую Церковь. Побегаев был ведущим форвардом команды, забил более 30 голов, а в сезоне 1990 года с 14 голами вошёл в десятку лучших бомбардиров зонального турнира второй лиги.
Весной 1991 года перешёл в клуб третьего дивизиона Чехословакии «Букоза» (Вранов-над-Топлёу), забил 5 голов в трёх матчах. В следующем сезоне выступал за команду «Еднота» (Кошице), во втором дивизионе. Перед началом сезона 1992/93 три команды из Кошице объединились в клуб «Кошице», который получил место во втором дивизионе. По итогам сезона клуб стал обладателем Кубка Словакии и вышел в финал последнего в истории Кубка Чехословакии, где со счётом 5:1 сенсационно победил пражскую «Спарту», Побегаев стал автором двух голов в финале. В турнире второго дивизиона форвард стал победителем и лучшим бомбардиром с 16 голами. В сезоне 1993/94 футболист вместе с клубом выступал в высшей лиге Словакии и принимал участие в Кубке кубков, где сыграл 4 матча и забил гол в ворота «Жальгириса».
В начале 1994 года вернулся на Украину и в течение шести сезонов выступал за команду из Бородянки («Гарт», «Система-Борекс»), забил более 60 голов в профессиональных соревнованиях. В 1995—1996 годах был играющим главным тренером, затем до 2003 года работал ассистентом.
Выступал за команду ветеранов из Бородянки, выигрывал Кубок Украины и играл за ветеранскую сборную страны.

## Достижения
- Обладатель Кубка Чехословакии: 1992/93